# William Robinson (natation)
Pour les articles homonymes, voir William Robinson.
William Walker Robinson, né le 23 juin 1870 à Airdrie et mort le 4 juillet 1940 à Liverpool, est un nageur britannique.

## Carrière
Aux Jeux olympiques de 1908 à Londres, William Robinson est médaillé d'argent de la finale du 200 mètres brasse. Médaillé à l'âge de 38 ans et 25 jours, il devient le plus vieux nageur médaillé olympique. Ce record ne sera surpassé qu'aux Jeux de 2008 par Dara Torres, triple médaillée d'argent à 41 ans.